# Josef Klepešta
Josef Klepešta (4. června 1895 – 12. července 1976) byl český astronom a astrofotograf. Proslavil se zejména společnou fotografií Galaxie v Andromedě a výrazného bolidu, kterou zachytil v noci 12. na 13. září 1923 nad Ondřejovem.

## Činnost
Josef Klepešta se během první světové války seznámil s Jaroslavem Štychem, který ve Sdružení dělnických abstinentů v Praze přednášel o astronomii. Začal s ním spolupracovat a spolu s dalšími usilovali o založení České astronomické společnosti. Když se to v roce 1917 podařilo, stal se na dlouhou dobu jejím jednatelem.
Byl také polularizátorem astronomie: psal články do časopisu Říše hvězd a založil edici Knihovna přátel oblohy.

## Ocenění
- V roce 1941 obdržel nejvyšší vyznamenání České astronomické společnosti – Nušlovu cenu.
- Po Josefu Klepeštovi byla pojmenována planetka (3978) Klepešta, kterou v roce 1973 objevila Zdeňka Vávrová na hvězdárně Kleť.